# 北京上庄纳兰性德史迹陈列馆
北京上庄纳兰性德史迹陈列馆，位于北京市海淀区上庄地区，是陈列清朝文人纳兰性德史迹的博物馆。

## 简介
纳兰性德的祖上因征战有功，在北京西北的皂甲屯一带有圈地，为明珠和家人的乡下郊园。后来，明珠在皂甲屯建祖坟（纳兰家族墓），祖坟建成后，明珠在南面隔河重建了新的庄园及祠堂等建筑，当地人称“明府花园”。纳兰家族墓位于宅园以北，分南北两处墓地，分别称“南寿地”和“北寿地”，共安葬纳兰家族五代21人，园寝区内建有享殿、石供案、碑亭等建筑，规模宏大，当地人称“小十三陵”。纳兰性德就葬在纳兰家族墓地中。明府花园附近还住有许多守墓人。后来此地发展为村落，名为“立新庄”。立新庄规模逐渐扩大，和西边的“尚庄”合为一体，最后统一改称“上庄”。纳兰家族墓葬如今都已被平毁，现存纳兰家族的家庙上庄东岳庙，位于上庄镇永泰庄村。
1980年代到1990年代，上庄地区发现纳兰家族的许多遗迹，包括纳兰性德的墓志（现存北京石刻艺术博物馆，字迹损毁严重，但墓志篆盖保存较好），以及纳兰性德手简真迹。1999年8月，北京上庄纳兰性德史迹陈列馆成立，隶属北京市海淀区上庄乡人民政府。2003年撤乡设镇，该馆隶属北京市海淀区上庄镇人民政府。
该馆最初位于翠湖旅游度假区内，主体建筑为北京地区典型的四合院布局，回廊琐窗，重檐彩绘，为传统园林风格。主展厅展览面积70多平方米，通过文献、图片、实物展示了纳兰性德的生平和创作。馆内设资料室、书画厅，并出版馆刊《纳兰性德研究》。该馆成立时是世界上唯一的纳兰性德研究基地和资料中心，成立初期还聘请海内外学者20多人组成学术委员会。
2003年5月，王女士与该馆签订房屋租赁合同，将其位于上庄镇上庄水库北岸的部分房屋及院落租赁给该馆使用，租赁期限为从当年至2005年12月31日。2005年底合同到期后，该馆仍占用这些房屋，但该馆仅交纳了2003年度房租，此后一直拖欠房租。2006年6月王女士去世后，其丈夫刘先生起诉该馆，要求该馆交纳拖欠的房租12.5万元，并腾退房屋。2006年10月，北京市海淀区人民法院一审判决纳兰性德史迹陈列馆腾退位于上庄镇上庄水库北岸的仿古四合院，并向房主交纳拖欠的房租12.5万元人民币。
2011年，北京上庄纳兰性德史迹陈列馆原馆长赵宝军称，已和上庄镇协商，计划在上庄东岳庙内重张该陈列馆，展示纳兰家族史迹及纳兰性德生平、诗词作品。但该计划并未实现。2013年9月上旬，陈列馆在永泰庄村委会内重新开馆。